# 川村晃司 (競輪選手)
川村 晃司（かわむら こうじ、1976年6月17日 - ）は、競輪選手。日本競輪選手会京都支部所属、ホームバンクは京都向日町競輪場。日本競輪学校（当時。以下、競輪学校）第85期生。師匠は桝井道弘（28期）、弟子は元ガールズケイリン選手の山路藍（106期）。息子は川村峻輝（日本競輪選手養成所第127回選手候補生入所試験合格）。

## 来歴
継父（養父）は俳優の佐野浅夫で、佐野の後妻である母と前夫との間の子。兄がいる。
東山高等学校出身。
競輪学校には第85期生として入学。同期には中川誠一郎、藤原憲征ら。在校競走成績は43位（20勝）。
2000年8月7日、岐阜競輪場でデビューし、初勝利を挙げた。
2012年の第21回寬仁親王牌・世界選手権記念トーナメント（弥彦）でGI初の決勝戦に進出、9位となる。また、翌2013年の第22回寬仁親王牌・世界選手権記念トーナメント（弥彦）でも決勝し進出し9位となる。同年12月に行われた、広島、佐世保の両開設記念を制し、2週連続のGIII優勝を果たした。
2016年、第69回日本選手権競輪（名古屋）では決勝戦2位となり、初の表彰台に上る。
2023年4月29日、静岡FI初日第12レース（特選）において1着となり、通算500勝を達成。S級創設（1983年4月）以降女子を含めて通算48人目の記録で、デビューから22年8か月22日（デビュー日を含まない）での達成であった。ちなみに、当日は同期の中川誠一郎が先立って通算47人目の通算500勝を達成しており、同日に同期二人が揃って通算500勝を達成した。その後、規程に基づき8月21日に京都向日町競輪場にて表彰式が行われた。

## 主な記録
- 通算500勝達成（表彰対象） - 2023年4月29日、静岡FI初日第12レース（特選）